# Roderick D. McKenzie
Roderick Duncan McKenzie, né le 3 février 1885 et mort le 3 mai 1940, est un sociologue canado-américain, devenu chef du département de sociologie de l'Université du Michigan. 
McKenzie a été le deuxième vice-président de l'American Sociological Association (ASA) en 1932–1933, et a été membre fondateur de la Sociological Research Association,.

## Biographie

### Jeunesse
Roderick McKenzie est né dans la petite ville agricole de Carman, au Manitoba, le 3 février 1885, de Katherine Stevenson et John McKenzie. Il a fréquenté les écoles de Winnipeg et a ensuite obtenu son diplôme AB à l'Université du Manitoba en 1912.

### Carrière
En 1912, McKenzie accepte un poste d'enseignant au Manitoba Agricultural College. En 1913, il entreprend des études supérieures en sociologie à l'Université de Chicago. Au cours de ses études supérieures, il a occupé des postes d'instructeur à l'Ohio State University (1915-1919) et à l'Université de Virginie-Occidentale (1919-1920). En 1921, il obtient son doctorat de Chicago, sous la direction de Robert E. Park, avec une thèse, The Neighbourhood: A Study of Local Life in the City of Columbus, Ohio, qui a été publiée en 1923.
Il est nommé à un poste à l'Université de Washington où il devient finalement le président du département de sociologie. Il était le directeur de l'état de Washington pour le Pacific Coast Survey of Race Relations de 1924 à 1925.
De 1930 jusqu'à sa mort en 1940, McKenzie a été chef du département de sociologie de l'Université du Michigan, pendant ce temps, il a été enrôlé par le président Herbert Hoover pour faire des recherches sur les tendances urbaines pour le President's Research Committee on Social Trends. Ses recherches pour ce projet ont été publiées sous le titre The Rise of Metropolitan Communities.